# Bruno Barrillot
Pour les articles homonymes, voir Barrillot.
Bruno Barrillot, né le 9 avril 1940 à Lyon et mort à Pirae le 25 mars 2017, est un militant anti-nucléaire et lanceur d'alerte français, spécialisé dans le suivi des armes et du nucléaire. Il a écrit plusieurs ouvrages sur les conséquences des essais nucléaires au Sahara algérien et en Polynésie française. Il est cofondateur de l'Observatoire des armements en 1984. Il est également cofondateur de l’AVEN (Association des Vétérans des Essais Nucléaires) le 9 juin 2001.

## Biographie
Il fait des études de philosophie et de théologie à l'université catholique de Lyon, avant de devenir prêtre catholique et aumônier du mouvement rural de la jeunesse chrétienne au diocèse de Lyon de 1972 à 1985. Il participe au groupe Objections en monde rural. Un autre prêtre de ce mouvement, Léon Desbos, et lui-même sont inculpés pour le renvoi de leurs livrets militaires afin de soutenir un objecteur de conscience en procès et les paysans du Larzac en lutte contre l'extension du camp militaire. Ils sont condamnés à 500 francs d'amende avec sursis,. Il rompt avec l'Église catholique française au milieu des années 1980, durant la crise des euromissiles, estimant que ses positions institutionnelles étaient « trop timorées ». Il reste cependant proche de l'archevêque lyonnais, pour lequel il suit les dossiers des mouvements pacifistes.
Il est ensuite journaliste pour Libération Lyon (1985-1989).
Il fonde en 1984, avec Patrice Bouveret et Jean-Luc Thierry, permanent de Greenpeace-France pour les essais nucléaires, le centre de documentation et de recherche sur la paix et les conflits (CDRPC), qu'il dirige de 1985 à 2005 et qui devient en 2008 l'Observatoire des armements.
Il visite le site de Mangareva, dans l’archipel des Gambier en 1990. Alors que la France a réalisé, entre 1960 et 1996, 210 essais dans le Sahara et sur les atolls de Mururoa et Fangataufa, en Polynésie française, ce n'est qu'en 2010 que la loi Morin reconnaît un impact sanitaire sur les populations. Bruno Barrillot souligne qu'« aucun registre de cancers ni de leucémies n’était alors tenu et les archives des hôpitaux locaux ont été rapatriées en France où elles ne sont pas accessibles ».
À son retour en France, il reçoit divers soutiens, notamment de John Doom, directeur du bureau Pacifique du Conseil œcuménique des Églises, de Madeleen Helmer et du pasteur polynésien Taarii Maraea.
Il devient délégué pour le suivi des conséquences des essais nucléaires auprès du gouvernement polynésien. Licencié lors du retour au pouvoir de Gaston Flosse, il devient assistant du sénateur Richard Tuheiava (2013-2014). Il est rappelé au poste de délégué en 2016 par Édouard Fritch. Il met en cause « la propreté des 193 essais nucléaires français réalisés dans le Pacifique entre 1960 et 1996 ». Alors que Marcel Jurien de la Gravière, alors délégué à la sûreté nucléaire de la Défense, avait reconnu que six de ces essais avaient « affecté plus significativement quelques îles et atolls » », entraînant des retombées sur des zones habitées, et ce jusqu'à Tahiti, Barrillot quant à lui estime qu'« au moins cinq archipels ont été touchés », notamment l'archipel des Gambier situé à 400 km, sous le vent. Par ailleurs, dans le même article, Bruno Barrillot estime que « les reliefs sous-marins du nord-ouest de l'atoll sont très fragilisés » par 3000 tonnes de déchets radioactifs et de matériel militaire immergés au large de Mururoa ainsi que par « les résidus des 147 essais souterrains ».
Il conseille aux victimes civiles et militaires, en France, en Polynésie française et en Algérie, de se rassembler, pour exprimer leurs revendications.
Début janvier 2025, un livre vient remettre en cause certains propos et démonstrations de Bruno Barrillot concernant les conséquences sanitaires des essais nucléaires français en Polynésie française.

## Publications
- Audit atomique. Le coût de l'arsenal nucléaire français, 1945-2010, Centre de documentation et de recherche sur la paix et les conflits, 1999  (ISBN 2-913374-02-6)
- L'héritage de la bombe : Polynésie Sahara 1960-2002. Les faits, les personnels, les populations
- Les irradiés de la République : Les victimes des essais nucléaires français prennent la parole, Éditions Complexe, GRIP et Observatoire des armes nucléaires françaises, 2003  (ISBN 2-87027-972-8)
- Uranium appauvri : un dossier explosif, Éditions Golias & Observatoire des armes nucléaires, 2001  (ISBN 2-914475-16-0)
- Ouvrage collectif "Dix ans d'objections en monde rural" vécu d'un groupe anti-militariste de la Loire et du Rhône depuis 1973. Supplément à "Des objections en monde rural", commission paritaire n°64382, directeur de publication Jean-Luc Denis.
- Albert Decourtray : un évêque au fil des jours, Paris, Éditions ouvrières, coll. « À pleine vie », 1989, 207 p. (ISBN 2-7082-2590-1).
- Essais nucléaires français. L'héritage empoisonné, Observatoire des armements, 2012  (ISBN 2-913374-20-4)
- Armes légères : de la production à l'exportation, le poids de la France, avec Belkacem Elomari, Lyon, Observatoire des transferts d'armements, 1999  (ISBN 2-913374-06-9)
- (coll.) Témoins de la bombe : mémoires de 30 ans d'essais nucléaires en Polynésie française, avec Marie-Hélène Villierme et Arnaud Hudelot, Papeete, Éditions Univers polynésiens, 2013
- Victimes des essais nucléaires : histoire d'un combat, préf. de Christiane Taubira, Lyon, Observatoire des armements, 2010  (ISBN 2-913374-19-0)
- Quelle justice pour les victimes des essais nucléaires ? Pour l'adoption du principe de présomption légale, préf. de Mgr Jean-Paul Teissonnière, contribution du Dr Abraham Béhar, Lyon, Association des vétérans des essais nucléaires, Observatoire des armements & Association Moruroa e tatou, 2007  (ISBN 2-913374-18-2)